# Paraules d'Opòton el Vell

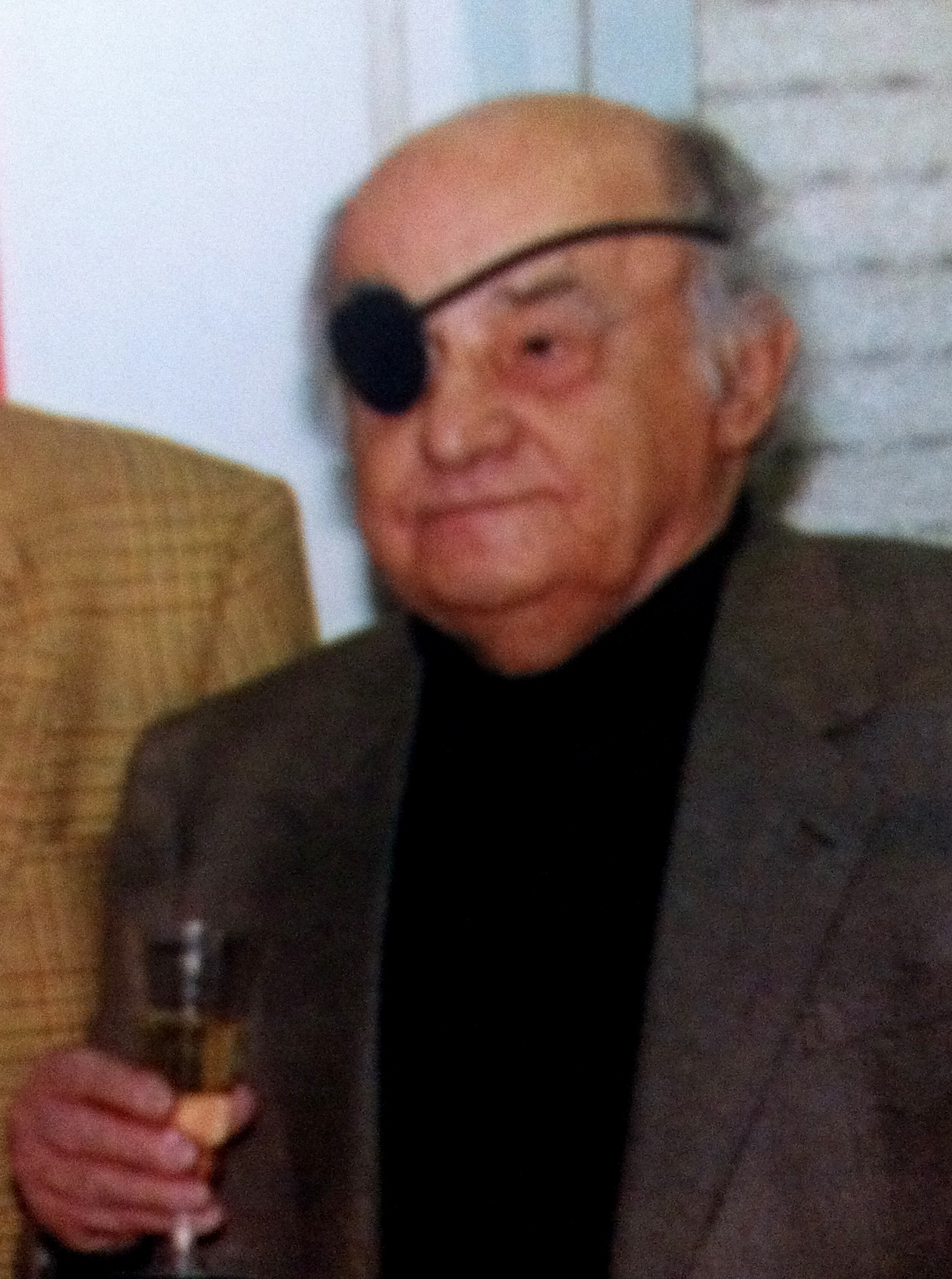
Avel·lí Artís-Gener

Paraules d'Opòton el Vell és una novel·la d'Avel·lí Artís-Gener «Tísner», publicada per primer cop l'any 1968.
Tísner proposa una reflexió intel·ligent sobre el centrisme dels universos culturals i l'esterilitat de les conquestes armades que és, alhora, una novel·la irònica i plenament vigent.